# Taxiphyllum sadoense
Taxiphyllum sadoense là một loài Rêu trong họ Hypnaceae. Loài này được (Sakurai) Z. Iwats. miêu tả khoa học đầu tiên năm 1963.